# SOR CN 8.5
SOR CN 8.5 — междугородный автобус, выпускаемый чешской компанией SOR Libchavy с 2008 года.

## Дизайн
Автобус SOR CN 8.5 оборудован двумя выдвижными дверьми. Передняя дверь автобуса одностворчатая, задняя дверь автобуса двустворчатая. Модель оснащена четырёхцилиндровым дизельным двигателем внутреннего сгорания Cummins ISBe объёмом 4,5 литра. Максимальная скорость автобуса 100 км/ч.

## Производство
Прототип автобуса SOR CN 8.5 был произведён в 2008 году. В декабре того же года он начал эксплуатацию в Рихнове-над-Кнежноу.
Второй прототип автобуса был представлен в 2021 году. Он эксплуатировался в Остраве.
С 2010 года производится также городской автобус SOR BN 8.5.